# 174 Phaedra
A 174 Phaedra a Naprendszer kisbolygóövében található aszteroida. James Craig Watson fedezte fel 1877. szeptember 2-án.